# Galium antarcticum
Galium antarcticum es una especie de planta fanerógama perteneciente a la familia Rubiaceae. Tiene una distribución subantártica.

## Distribución y hábitat
Se encuentra en el sur de América del Sur en Chile y el sur de Argentina, así como en el de las Malvinas y la isla San Pedro (Georgia del Sur) y en las Crozet, Kerguelen y Macquarie. Aparece en la tierra húmeda, a menudo en los márgenes de los lagos y arroyos. La especie está clasificada como En Peligro Crítico en Australia, debido a su pequeña población en el territorio australiano de isla Macquarie.

## Descripción
Galium antarcticum es una planta perenne herbácea que alcanza un tamaño de hasta 50 mm de altura. Su principal tallo es débil, está postrada y sin hojas, con raíces en los nudos; los jóvenes tallos son erectos, escasamente ramificados, suaves y frondosos. Las hojas y estípulas son similares, de 3-4.5 mm de largo, verdes teñidas de púrpura, suave y carnosas. Las flores son solitarias en las axilas superiores; las cuales carecen de un cáliz y tienen una corola de color rosado con largos estigmas de color amarillento. Los frutos son de color marrón oscuro y secos, dividiéndose en dos mericarpos. Florece en enero y frutifica en febrero.

## Taxonomía
Galium antarcticum fue descrita por Joseph Dalton Hooker y publicado en Flora Antarctica 303 (bis). 1846.
Etimología
Galium: nombre genérico que deriva de la palabra griega gala que significa "leche", en alusión al hecho de que algunas especies fueron utilizadas para cuajar la leche.
antarcticum: epíteto latíno que significa "de la Antártida".
Sinonimia
- Galium debile Banks & Sol. ex Hook.f.
- Galium trifidum d'Urv.[8]